# Naxos (Gemeindebezirk)
Naxos (griechisch Νάξος (f. sg.)) ist ein Gemeindebezirk auf der griechischen Insel Naxos. Das Gebiet des Gemeindebezirks Naxos nimmt im Westen der gleichnamigen Insel mit 126,957 km² etwa 30 % der Inselfläche ein.
Naxos wurde 1912 als Landgemeinde (kinotita) anerkannt und 1947 zur Stadtgemeinde (dimos) hochgestuft. 1998 wurden zahlreiche Nachbargemeinden eingemeindet. Die Insel Naxos wurde zum 1. Januar 2011 mit den Kleinen Kykladen zur Gemeinde Naxos und Kleine Kykladen fusioniert; das Gebiet der ehemaligen Gemeinde Naxos bildet seither einen von sechs Gemeindebezirken der neuen Gemeinde.

## Gliederung
Der Gemeindebezirk Naxos ist in zwei Stadtbezirke und neun Ortschaften untergliedert.
| Stadtbezirk Ortsgemeinschaft | griechischer Name                 | Code     | Fläche (km²) | Einwohner | Siedlungen (Einwohner) |
| ---------------------------- | --------------------------------- | -------- | ------------ | --------- | --- |
| Naxos                        | Δημοτική Κοινότητα Νάξου          | 67020101 | 12,952       | 7.374     | Naxos (Νάξος (f. sg.)), 7.079 Angidia (Αγκίδια (n. pl.)), 299 Moni Chrysostomou (Μονή Χρυσοστόμου (f. sg.)), 5 |
| Agios Arsenios               | Δημοτική Κοινότητα Αγίου Αρσενίου | 67020102 | 11,925       | 1.327     | Agios Arsenios (Άγιος Αρσένιος (m. sg.)), 717 Agia Anna (Αγία Αννα (f. sg.)), 176 Agii Pandes (Άγιοι Πάντες (m. pl.)), 103 Agios Prokopios (Άγιος Προκόπιος (m. sg.)), 96 Marangas (Μάραγκας (m. sg.)), 73 Mastorakis (Μαστοράκης (m. sg.)), 5 Stelida (Στελίδα (f. sg.)), 157 |
| Vivlos                       | Τοπική Κοινότητα Βίβλου           | 67020103 | 10,001       | 0672      | Vivlos (Βίβλος (f. sg.)), 654 Plaka (Πλάκα (f. sg.)), 18 |
| Galanado                     | Τοπική Κοινότητα Γαλανάδου        | 67020104 | 03,932       | 0455      | Galanado (Γαλανάδο (n. sg.)), 455 |
| Galini                       | Τοπική Κοινότητα Γαλήνης          | 67020105 | 05,925       | 0273      | Galini (Γαλήνη (f. sg.)), 273 |
| Glinado                      | Τοπική Κοινότητα Γλινάδου         | 67020106 | 04,341       | 0585      | Glinado (Γλινάδο (n. sg.)), 585 |
| Engares                      | Τοπική Κοινότητα Εγγαρών          | 67020107 | 03,837       | 0178      | Engares (Εγγαρές (f. pl.)), 178 |
| Kinidaros                    | Τοπική Κοινότητα Κινιδάρου        | 67020108 | 25,215       | 0388      | Kinidaros (Κινίδαρος (m. sg.)), 341 Akrotiri (Ακρωτήρι (n. sg.)), 47 |
| Melanes                      | Τοπική Κοινότητα Μελάνων          | 67020109 | 11,882       | 0652      | Melanes (Μέλανες (f. pl.)), 414 Agios Thaleleos (Άγιος Θαλέλαιος (m. sg.)), 106 Kourounochori (Κουρουνοχώρι (n. sg.)), 105 Myli (Μύλοι (m. pl.)), 27 |
| Potamia                      | Τοπική Κοινότητα Ποταμιάς         | 67020110 | 09,833       | 0285      | Mesi Potamia (Μέση Ποταμιά (f. sg.)), 59 Ano Potamia (Άνω Ποταμιά (f. sg.)), 127 Kato Potamia (Κάτω Ποταμιά (f. sg.)), 99 |
| Sangri                       | Τοπική Κοινότητα Σαγκρίου         | 67020111 | 28,164       | 0537      | Ano Sangri (Άνω Σαγκρί (n. sg.)), 210 Kanakario (Κανακάρι (n. sg.)), 49 Kastraki (Καστράκι (n. sg.)), 158 Kato Sangri (Κάτω Σαγκρί (n. sg.)), 27 Mikri Vivla ( (f. sg.)), 93 Panagia (Παναγία (f. sg.)), unbewohnte Insel                                                      |
| Gesamt                       | Gesamt                            | 670201   | 127,127      | 12.726    | |